# Castel Frentano
Castel Frentano község (comune) Olaszország Abruzzo régiójában, Chieti megyében.

## Fekvése
A megye központi részén fekszik. Határai: Guardiagrele, Lanciano, Orsogna és Sant’Eusanio del Sangro.

## Története
Első írásos említése a 12. századból származik. A következő századokban nemesi birtok volt. Önállóságát a 19. század elején nyerte el, amikor a Nápolyi Királyságban felszámolták a feudalizmust.

## Népessége
A népesség számának alakulása:

## Főbb látnivalói
- Palazzo Crognale
- Santo Stefano-templom
- Santa Trinità-templom
- Santa Maria della Selva-templom